# 升高坑
升高坑，是臺灣新北市深坑區的一個地名，位於該區東南部，範圍大致為昇高里中部及東南部。

## 歷史
台灣清治末期，升高坑地區為一街庄，稱為「升高坑庄」，隸屬於文山堡。該庄北與烏月庄為鄰，東與員潭仔坑庄為鄰，南邊為小格頭庄，西邊為阿柔坑庄，西北邊為深坑仔庄。
1901年（日治明治三十四年）11月，該庄隸屬於深坑廳，編入第八區。1903年（明治三十六年）4月，第八區拆出土庫庄的土庫土名，其餘街庄與第七區的陂內坑庄合併為「深坑區」，該庄屬之。1920年（大正九年），該庄改制為「升高坑」大字，隸屬於臺北州文山郡深坑庄，大字下有「升高坑」、「炙子頭」小字名。
戰後深坑庄改制為深坑鄉，隸屬於臺北縣，大字亦改制為村。2010年（民國99年）12月，臺北縣升格為新北市，深坑鄉改制為深坑區，村改制為里。

## 交通
市道106乙線是連絡木柵、坪林的道路，經過本地區西北部。由該道路往西可前往木柵，往東可前往國道5號的石碇交流道，其後轉南可前往坪林接省道台9線。